# Cybalomia albilinealis
Cybalomia albilinealis is een vlinder uit de familie grasmotten (Crambidae). De wetenschappelijke naam van deze soort is voor het eerst gepubliceerd in 1896 door George Francis Hampson.
De soort komt voor in Jemen.
De spanwijdte bedraagt 18 millimeter.